# Unglued (Stone Temple Pilots)
Unglued è un brano musicale del gruppo musicale statunitense Stone Temple Pilots, proveniente dal loro secondo album in studio Purple (1994).

## Descrizione
La canzone, così come Vasoline, si caratterizza per una intro di chitarra distorta e un basso prominente, in contraddizione allo stile variegato dell'album Purple.

## Classifiche
| Classifica (1995)             | Posizione massima |
| ----------------------------- | ----------------- |
| Canada                        | 64                |
| Stati Uniti (alternative)     | 16                |
| Stati Uniti (mainstream rock) | 8                 |